# Завалово
Зава́лово — село в Одоевском районе Тульской области России.
В рамках административно-территориального устройства относится к Жемчужниковской сельской администрации Одоевского района, в рамках организации местного самоуправления включается в сельское поселение Восточно-Одоевское.

## География
Расположено в крутой излучине на левом берегу реки Упы в 17 км (по автодороге) к востоку от Одоева. В 2 км проходит автотрасса Одоев — Крапивна. Напротив села через реку располагается большой лесной массив — заповедник «Тульские Засеки» Архивная копия от 18 июля 2018 на Wayback Machine.

## Название
Название соответствует географическому местоположению села. Оно расположено в низком месте и почти со всех сторон окружено возвышенностями и пригорками. Словарь Э. М. Мурзаева трактует слово «завал» как крутая сторона берега реки, впадина.

## История
Село упомянуто в «Дозорной книге поместных и во́тчинных земель в станах Деревском, Богоявленском и Площацком, письма и дозора Ивана Шулепова и подъячаго Ивана Федотьева. 7124 г.» за 1616 год, где сказано: «Село Завалово, на реке на Упе. А в нем церковь Великого Мученика Дмитрея Селунского, древяна, клетцки. А в церкве Божия милосердье: образы и книги, и ризы, и всякое церковное строенье мирское; церковные пашни паханые добрые земли из помесные земли того же села Завалова помещиков Василья Лютово с товарыщи четыре чети, перелогу шесть чети.».
П. И. Малицкий в «Приходах и церквях Тульской епархии» за 1895 год так описывает село Завалово: 
время образования церковного прихода не известно. Приход состоит из самого села и деревень: Прокудиной, Халяпиной и Дорогонки. Всего прихожан 1210 человек (мужского и женского пола). Крестьяне занимаются землепашеством, изготовлением телег, колёс и саней. До 1836 года сельский храм во имя святого великомученика Дмитрия Солунского был деревянный. По причине древности и ветхости в 1836 году на средства прихожан началось строительство нового каменного храма. В 1843 году постройка церкви со звонницей закончилась и состоялось её освящение в то же именование. Постройка представляла собой однокупольную церковь в стиле позднего классицизма. В 1852 построили каменную колокольню. В 1859—1866 гг. на средства помещика И. А. фон-Вернера из села Слободки  был пристроен придел во имя святого Иоанна Предтечи с трапезной. Причт состоял из священника и псаломщика. Церковной земли имеется 39 десятин. В 1894 году в церковном караульном помещении была открыта школа грамоты, преобразованная затем в церковно-прихо́дскую. Закрыта в 1930-е годы. Ныне (2024 год) действует, ведутся восстановительные работы..
В 1859 году в селе насчитывалось 34 крестьянских двора, в 1915 — 62 двора.

## Население
| Годы      | 1857 | 1859  | 1915 | 2010 |
| --------- | ---- | ----- | ---- | ---- |
| Население | 295* | 255** | 418  | 18   |

*240 человек крепостных государственных, 55 — помещичьих;
** уменьшение численности связано возможно с отселением или продажей крепостных крестьян.